# Isolepis nigricans
Isolepis nigricans är en halvgräsart som beskrevs av Carl Sigismund Kunth. Isolepis nigricans ingår i släktet borstsävssläktet, och familjen halvgräs. Inga underarter finns listade i Catalogue of Life.